# Aquita hemiphaea
Aquita hemiphaea är en fjärilsart som beskrevs av George Francis Hampson 1891. Aquita hemiphaea ingår i släktet Aquita och familjen trågspinnare. Inga underarter finns listade i Catalogue of Life.